# Penninckhuis
Het Penninckhuis (ook wel Penninckshuis) is een voormalig woonhuis aan de Brink in de Overijsselse stad Deventer. Het pand is sinds 2 juli 1968 opgenomen in het Monumentenregister onder twee verschillende nummers, omdat de schuilkerk in het pand apart is opgenomen. Het pand bevindt zich in de zogenaamde Penninckshoek, van de Brink. De woning is in de 16e eeuw gebouwd, de kerkzaal is in 1891 naar ontwerp van T.E. Kuipers gebouwd.

## Geschiedenis
In 1583 liet Herman Penninck de woning met poortgebouw en pronkgevel bouwen. Nadat het pand in 1686 in bezit kwam van de katholieke familie Van Hövell werd er een schuilkerk in gevestigd. Relieken van de heiligen Lebuïnus, Radboud en Marcellinus werden er bewaard. In de 19e eeuw was het weer een woonhuis, maar het raakte in verval. De doopsgezinde gemeente kocht het pand, liet het restaureren en vestigde er in 1891 haar kerkzaal. Anno 2017 doet het huis nog steeds als zodanig dienst. Nu voor doopsgezinden en remonstranten samen. Sinds oktober 2016 is de plaatselijke VVV gevestigd in het entreeportaal en de hal van de kerk.

## Exterieur
Het Penninckhuis is op te delen in een rechter en een linker gedeelte. Het rechter deel is bij de restauratie van eind negentiende eeuw ingrijpend veranderd. Het linker deel uit 1583 heeft haar oorspronkelijk uiterlijk grotendeels behouden.
In de borstwering van het rechter deel zijn zes cartouches en mascarons van natuursteen geplaatst. De cartouches zijn in de tweede verdieping geplaatst en de mascarons in de eerste verdieping. De mascarons zijn twee vrouwenhoofden met tussen hen in een leeuwenkop met een ring in zijn mond. De buitenste cartouches zijn blanco en de middelste bevat een vrouwenhoofd.
Het linkergedeelte bevat een topgevel met daarin zes beeldnissen met daarin de personificaties van de deugden. Vanaf rechtsboven zijn dat, met de klok mee: Standvastigheid, Matigheid, Voorzichtigheid, Hoop, Geloof en Naastenliefde. Helemaal bovenaan staat in het fronton de tekst: Renovatum anno 1891. De beelden zijn kopieën, de originelen zijn in 1890 geschonken aan het Rijksmuseum te Amsterdam. In het midden in de borstwering is een gevelsteen aangebracht met het motto van de familie Penninck: "ALST GODT BEHAGET BETER BENYT ALS BECLAGET". Onderaan is een poort aangebracht, direct daarboven bevindt zich een gevelsteen met twee leeuwen die een alliantiewapen vasthouden.

## Interieur

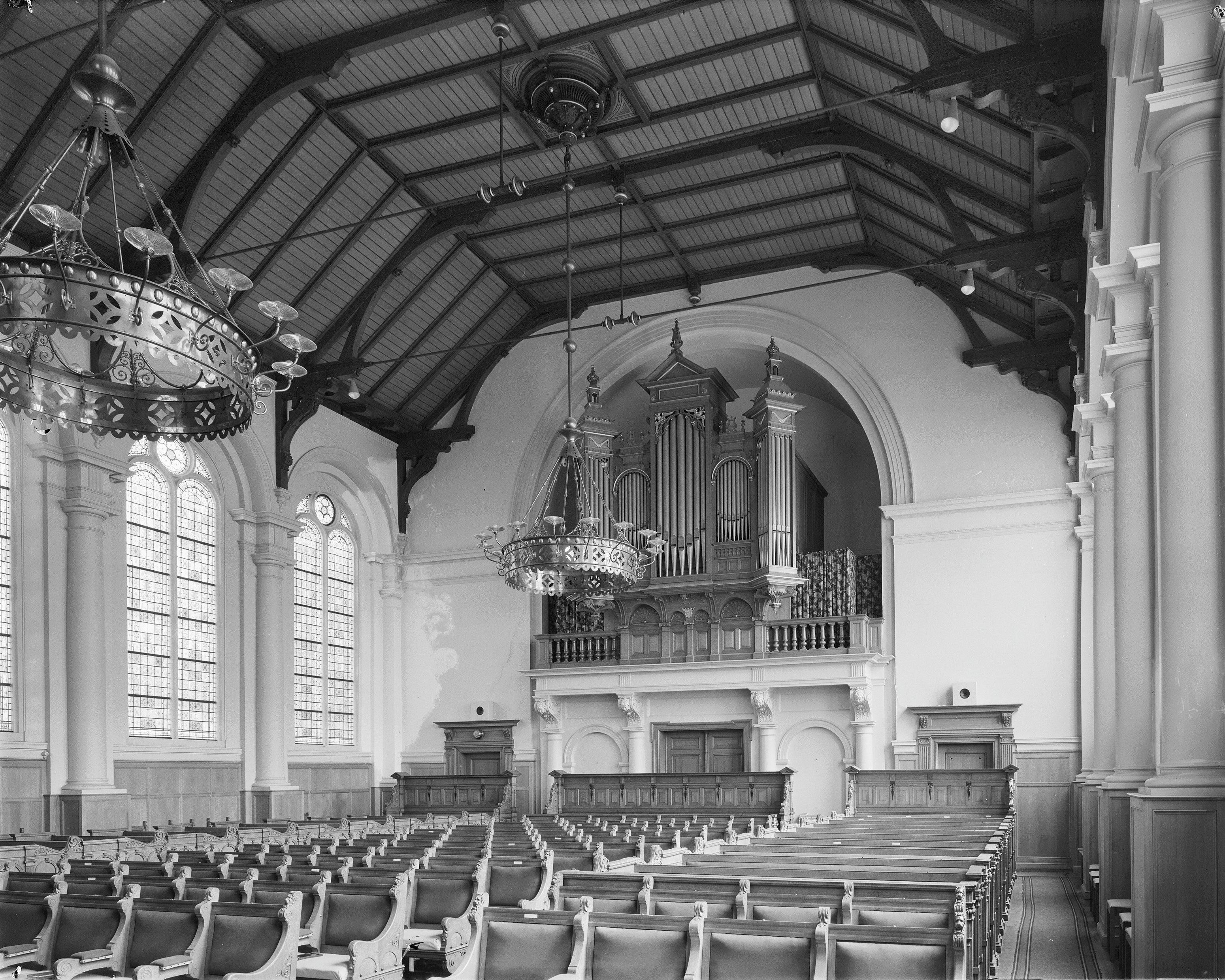
Interieur (1975)

De kerk is een inpandig gebouwde zaalkerk uit 1891 in neorenaissance-stijl, naar ontwerp van T.E. Kuipers. Vrijwel het gehele interieur bevat nog originele onderdelen waaronder de banken, psalmbordjes, kroonluchters en de preekstoel. De kerk is geheel gepleisterd. Tussen de vensters zijn Toscaanse pilasters geplaatst. De vensters zelf zijn in drie delen getraceerd en in geprofileerde rondbogen geplaatst.
Onder het interieur valt ook het orgel dat in 1894 is gebouwd door Michaël Maarschalkerweerd. Het orgel bevat hoofd- en bovenwerk en een vrij pedaal. De orgelkast is net als de rest van het interieur in neorenaissance-stijl.